# Zaghouania phillyreae
Zaghouania phillyreae är en svampart som beskrevs av Pat. 1901. Zaghouania phillyreae ingår i släktet Zaghouania och familjen Pucciniaceae.   Inga underarter finns listade i Catalogue of Life.